# National Basketball League 2000-2001
La National League Basketball 2000-2001 è stata la 23ª edizione della National Basketball League, la massima lega di basket australiana.

## Squadre partecipanti
- Adelaide 36ers
- Brisbane Bullets
- Cairns Taipans
- Canberra Cannons
- Illawarra Hawks
- Melbourne United
- Perth Wildcats
- Sydney Kings
- Townsv. Crocodiles
- Victoria Giants
- Sydney Spirit

## Regular Season

### Classifica
|     | Squadra            | G  | V  | P  | PF    | PS    |
| --- | ------------------ | -- | -- | -- | ----- | ----- |
| 1.  | Victoria Giants    | 28 | 22 | 6  | 2.962 | 2.613 |
| 2.  | Townsv. Crocodiles | 28 | 22 | 6  | 3.039 | 2.783 |
| 3.  | Perth Wildcats     | 28 | 21 | 7  | 2.968 | 2.738 |
| 4.  | Illawarra Hawks    | 28 | 21 | 7  | 2.962 | 2.801 |
| 5.  | Sydney Kings       | 28 | 17 | 11 | 3.008 | 2.919 |
| 6.  | Adelaide 36ers     | 28 | 16 | 12 | 2.874 | 2.701 |
| 7.  | Melbourne United   | 28 | 13 | 15 | 3.052 | 3.067 |
| 8.  | Sydney Spirit      | 28 | 9  | 19 | 2.791 | 2.942 |
| 9.  | Cairns Taipans     | 28 | 6  | 22 | 2.604 | 2.861 |
| 10. | Brisbane Bullets   | 28 | 4  | 24 | 2.554 | 2.870 |
| 11. | Canberra Cannons   | 28 | 3  | 25 | 2.507 | 3.026 |

## Play-off

### Sydney - Townsville

#### Gara 1
| Sydney 4 aprile 2001 | Sydney Kings | 127 – 109 | Townsv. Crocodiles | Sydney Super Dome |

#### Gara 2
| Townsville 6 aprile 2001 | Townsv. Crocodiles | 121 – 113 | Sydney Kings | Townsville Entertainment Centre |

#### Gara 3
| Townsville 8 aprile 2001 | Townsv. Crocodiles | 122 – 114 | Sydney Kings | Townsville Entertainment Centre |

### Wollongong - Perth

#### Gara 1
| Wollongong 4 aprile 2001 | Illawarra Hawks | 97 – 90 | Perth Wildcats | WIN Entertainment Centre (4.261 spett.) |

#### Gara 2
| Perth 7 aprile 2001 | Perth Wildcats | 106 – 95 | Illawarra Hawks | Perth Entertainment Centre |

#### Gara 3
| Perth 10 aprile 2001 | Perth Wildcats | 88 – 98 | Illawarra Hawks | Perth Entertainment Centre (5.502 spett.) |

### Adelaide - Victoria

#### Gara 1
| Adelaide 5 aprile 2001 | Adelaide 36ers | 96 – 101 | Victoria Giants | Adelaide Arena |

#### Gara 2
| Melbourne 7 aprile 2001 | Victoria Giants | 83 – 96 | Adelaide 36ers | Vodafone Arena |

#### Gara 3
| Melbourne 9 aprile 2001 | Victoria Giants | 103 – 115 | Adelaide 36ers | Vodafone Arena |

### Adelaide - Wollongong

#### Gara 1
| Adelaide 12 aprile 2001 | Adelaide 36ers | 83 – 84 | Illawarra Hawks | Adelaide Arena |

#### Gara 2
| Wollongong 14 aprile 2001 | Illawarra Hawks | 100 – 111 | Adelaide 36ers | WIN Entertainment Centre (5.706 spett.) |

#### Gara 3
| Wollongong 16 aprile 2001 | Illawarra Hawks | 109 – 108 | Adelaide 36ers | WIN Entertainment Centre (4.512 spett.) |

### Victoria - Townsville

#### Gara 1
| Melbourne 13 aprile 2001 | Victoria Giants | 106 – 97 | Townsv. Crocodiles | Vodafone Arena |

#### Gara 2
| Townsville 15 aprile 2001 | Townsv. Crocodiles | 98 – 82 | Victoria Giants | Townsville Entertainment Centre |

#### Gara 3
| Townsville 17 aprile 2001 | Townsv. Crocodiles | 101 – 97 | Victoria Giants | Townsville Entertainment Centre |

### Finale

#### Gara 1
| Wollongong 22 aprile 2001 | Illawarra Hawks | 104 – 101 | Townsv. Crocodiles | WIN Entertainment Centre (5.837 spett.) |

#### Gara 2
| Townsville 28 aprile 2001 | Townsv. Crocodiles | 114 – 97 | Illawarra Hawks | Townsville Entertainment Centre (5.257 spett.) |

#### Gara 3
| Townsville 29 aprile 2001 | Townsv. Crocodiles | 94 – 97 | Illawarra Hawks | Townsville Entertainment Centre (5.257 spett.) |

## Vincitore
| Campioni NBL 2000-2001       |
| ---------------------------- |
| Wollongong Hawks (1º titolo) |

## Statistiche
| Categoria               | Giocatore       | Squadra                | Stat  |
| ----------------------- | --------------- | ---------------------- | ----- |
| Punti per gara          | Andrew Gaze     | Melbourne Tigers       | 29,1  |
| Rimbalzi per gara       | Mark Bradtke    | Melbourne Tigers       | 14,1  |
| Assist per gara         | Darryl McDonald | Victoria Titans        | 7,9   |
| Palle rubate per gara   | Darryl McDonald | Victoria Titans        | 2,7   |
| Stoppate per gara       | Simon Dwight    | West Sydney Razorbacks | 3,1   |
| Percentuale da 3        | Jason Smith     | Victoria Titans        | 47,4% |
| Percentuale tiri liberi | Andrew Gaze     | Melbourne Tigers       | 91,4% |

## Premi
- NBL Most Valuable Player: Rob Rose, Townsville Crocodiles
- NBL Coach of the Year: Brendan Joyce, Wollongong Hawks
- NBL Defensive Player of the Year: Darnell Mee, Adelaide 36ers
- NBL Most Improved Player of the Year: James Harvey, Perth Wildcats
- NBL 6th Man of the Year: Chris Anstey, Victoria Titans
- NBL Rookie of the Year: Axel Dench, Wollongong Hawks
- NBL Finals MVP: Glen Saville, Wollongong Hawks

- All-NBL Team
  - Ricky Grace, Perth Wildcats
  - Rob Rose, Townsville Crocodiles
  - Jason Smith, Victoria Titans
  - Darnell Mee, Adelaide 36ers
  - Mark Bradtke, Melbourne Tigers